# Dioscorea intermedia
Dioscorea intermedia là một loài thực vật có hoa trong họ Dioscoreaceae. Loài này được Thwaites mô tả khoa học đầu tiên năm 1864.